# Anthemis candidissima
Anthemis candidissima là một loài thực vật có hoa trong họ Cúc. Loài này được Willd. ex Spreng. mô tả khoa học đầu tiên năm 1826.